# Jan Antonín Alis

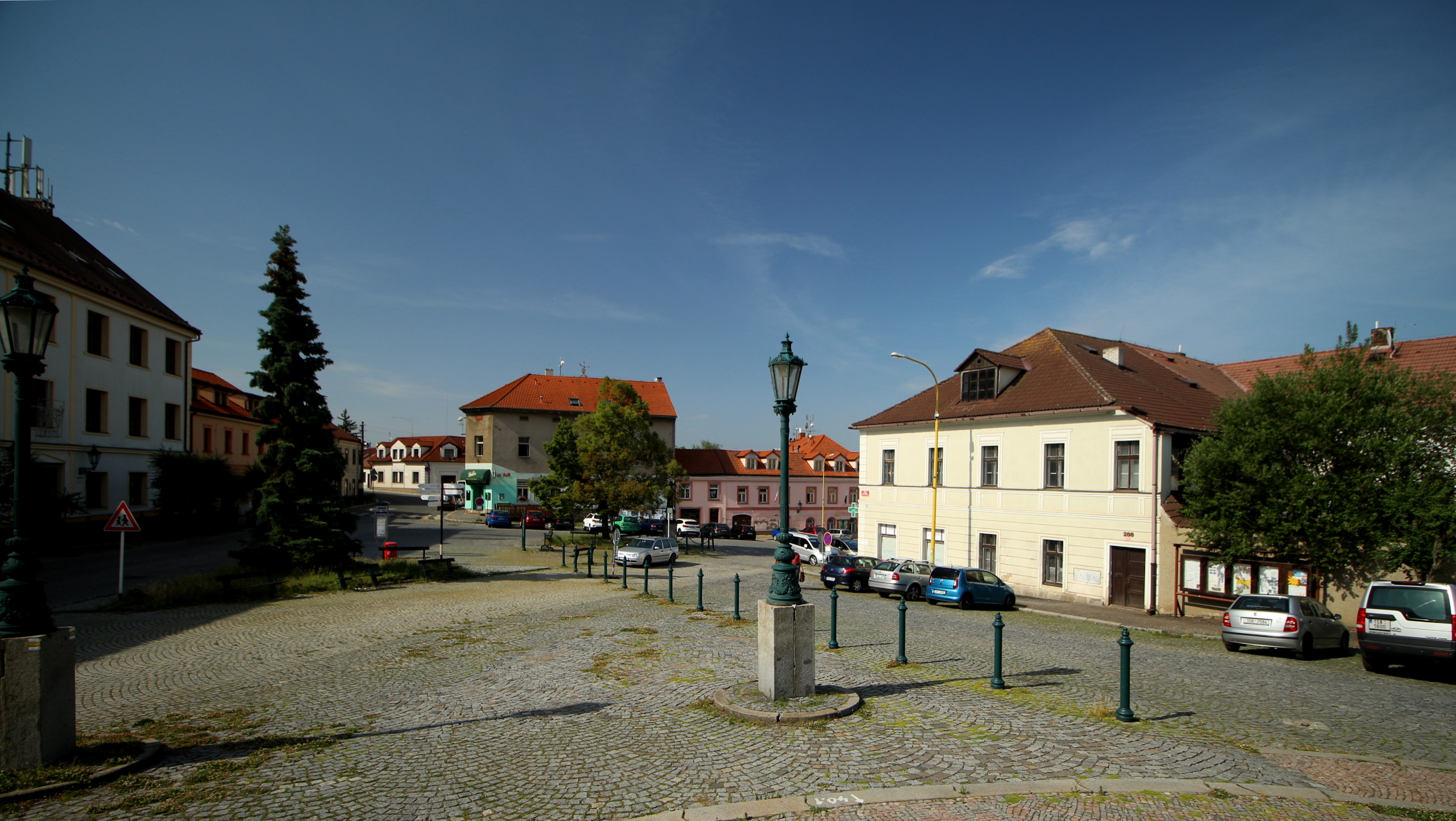
Březové Hory, náměstí J. A. Alise

Jan Antonín Alis (11. ledna 1732 Vysoká Pec – 19. září 1801 Příbram) byl hormistr, huťmistr, horní správce a báňský rada ze starého příbramského měšťanského rodu Alisů.

## Život

### Předci
Jeho prapředek zlatník a hodinář Ludvík de Alis narozený v Paříži přišel do Příbrami z Francie roku 1670 a podílel se také na výzdobě Svaté Hory. Později se stal váženým radním, majitelem právovárečného domu s hostincem a obchodem v centru, od roku 1690 také horním přísežným u Vrchního horního úřadu v Příbrami. Další jeho příbuzný Matěj Alis složil v roce 1704 před magistrátem přísahu do služby v nové železné huti města Příbrami na pozici šichtmistra a později si huť od města pronajal. Nájemcem této huti byl ve 30. letech 18. století také Janův otec, původně šichtmistr František Sigmund Alis.

### Mládí
Jan Antonín Alis se narodil v domě čp. 1 ve Vysoké Peci (dnes část Bohutína, absolvoval Hornické učiliště v Jáchymově a roku v roce 1750 působil ve funkci praktikanta báňského závodu v Příbrami, v roce 1755 přijal jmenování směnmistrem (šichtmistrem) a roku 1766 huťmistrem v Kutné Hoře. Po roce 1770 v Ostravě učinil údajně první ověřený a lokalizovaný nález uhlí.

### V Příbrami
Z Kutné hory se v roce 1772 stěhuje čtyřicetiletý Alis na základě výnosu nejvyššího hormistra a mincmistra na uvolněné místo do Příbrami coby uznávaný odborník v rámci báňského podnikání v Čechách druhé poloviny 18. století na pozici hormistra, huťmistra se dvěma platy a hrazenými výdaji na bydlení i úřad ve zlatých. V Příbrami se poté zasloužil o modernizaci těžby, stal se průkopníkem hlubinného dolování, vypracoval návrh efektivního a výkonného čerpacího a odvodňovacího systému, prosadil provedení rozsáhlého ložiskového průzkumu, stál u založení nových dolů, huti, instalace moderních technologií při těžbě, v úpravnictví i jinde. Následně se březohorský rudní revír zařadil v 19. století mezi nejvýznamnější v Evropě i na světě a zapsal se do dějin hornictví několika prvenstvími. Alisem zaražený důl Vojtěch dosáhl v roce 1875 poprvé na světě 1 000 m svislé hloubky při použití jediného těžního lana a důl Anna se pyšnil ve 30. letech 20. století označením nejhlubší v Evropě. V těchto šachtách došlo poprvé v rámci rudních revírů Rakouska k aplikaci parních strojů, koncem 19. století pocházelo z březohorského důlního závodu 97,7% celé rakousko-uherské produkce stříbra a olova.

### Úmrtí
V Příbrami žil a zemřel v domě na Zdaboři, kde má také pamětní desku. Pochován byl na starém příbramském hřbitově (na zaniklé části hřbitova na Panské louce) u hřbitovní zdi a po jeho zrušení byla oválná náhrobní deska přenesena do sklepa báňského ředitelství.

## Památka
- v Příbrami je po něm pojmenováno náměstí J. A. Alise v části a bývalém horním městě Březové Hory
- pamětní deska na rodném domě čp. 1 ve Vysoké Peci[2]
- pamětní deska ze starého hřbitova nebyla v budově báňského ředitelství nalezena
- pamětní deska na bráně statku rodiny Holých v Příbrami na Zdaboři čp. 29 (2009)[3]